# Rosemount (Minnesota)
Rosemount és una població dels Estats Units a l'estat de Minnesota. Segons el cens del 2000 tenia 14.619 habitants.

## Demografia
Segons el cens del 2000, Rosemount tenia 14.619 habitants, 4.742 habitatges, i 3.931 famílies. La densitat de població era de 167,6 habitants per km².
Dels 4.742 habitatges en un 52,4% hi vivien nens de menys de 18 anys, en un 70,1% hi vivien parelles casades, en un 9,1% dones solteres, i en un 17,1% no eren unitats familiars. En el 13% dels habitatges hi vivien persones soles el 4% de les quals corresponia a persones de 65 anys o més que vivien soles. El nombre mitjà de persones vivint en cada habitatge era de 3,08 i el nombre mitjà de persones que vivien en cada família era de 3,38.
Per edats la població es repartia de la següent manera: un 35,1% tenia menys de 18 anys, un 6,3% entre 18 i 24, un 36,5% entre 25 i 44, un 16,8% de 45 a 60 i un 5,4% 65 anys o més.
L'edat mediana era de 31 anys. Per cada 100 dones de 18 o més anys hi havia 96,6 homes.
La renda mediana per habitatge era de 65.916 $ i la renda mediana per família de 68.929 $. Els homes tenien una renda mediana de 45.567 $ mentre que les dones 33.247 $. La renda per capita de la població era de 23.116 $. Entorn del 2,2% de les famílies i el 3,3% de la població estaven per davall del llindar de pobresa.

## Poblacions més properes
El següent diagrama mostra les poblacions més properes.